# 克列梅什
50°40′31″N 24°43′43″E / 50.67528°N 24.72861°E
克列梅什（烏克蘭語：Кремеш），是烏克蘭的村落，位於該國西部沃倫州，由沃洛德米爾區負責管轄，始建於1577年，面積784.4平方公里，海拔高度235米，2001年人口362，人口密度每平方公里0.46人。